# Goodbye Deutschland! Die Auswanderer
Goodbye Deutschland! Die Auswanderer ist eine Doku-Soap, die von RTL Studios GmbH produziert und vom Kölner Fernsehsender VOX ausgestrahlt wird. In der Sendung werden Deutsche gezeigt, die auswandern oder bereits ausgewandert sind.

## Inhalt
In jeder Folge werden eine bis vier Auswandererfamilie/n gezeigt und der gesamte Ablauf der Auswanderung dokumentiert. In manchen Folgen werden außerdem Auswanderer vorgestellt, die bereits seit Jahren in einem anderen Land leben. Gelegentlich wird auch die Auswanderung von bekannten Personen begleitet.
Vor der Abreise
Kurz vor ihrer Auswanderung wird die jeweilige Familie vorgestellt und über ihre Beweggründe berichtet, weshalb sie sich für ein bestimmtes Zielland entschieden haben. Wiederum erzählen die einzelnen Familienmitglieder, was sie in ihrer neuen Heimat vermissen werden, was sie sich vom Leben in einem anderen Land erhoffen und welche Träume sie dort verwirklichen wollen. Unterschiedliche Abschiedsszenen zeigen beispielsweise den letzten Schultag der Kinder oder den letzten Besuch des Vaters in seiner Stammkneipe. Am Tag der Abreise wird die Familie zum Flughafen begleitet, wo es oft zu tränenreichen Verabschiedungen von Verwandten und Freunden kommt.
Ankunft im Zielland

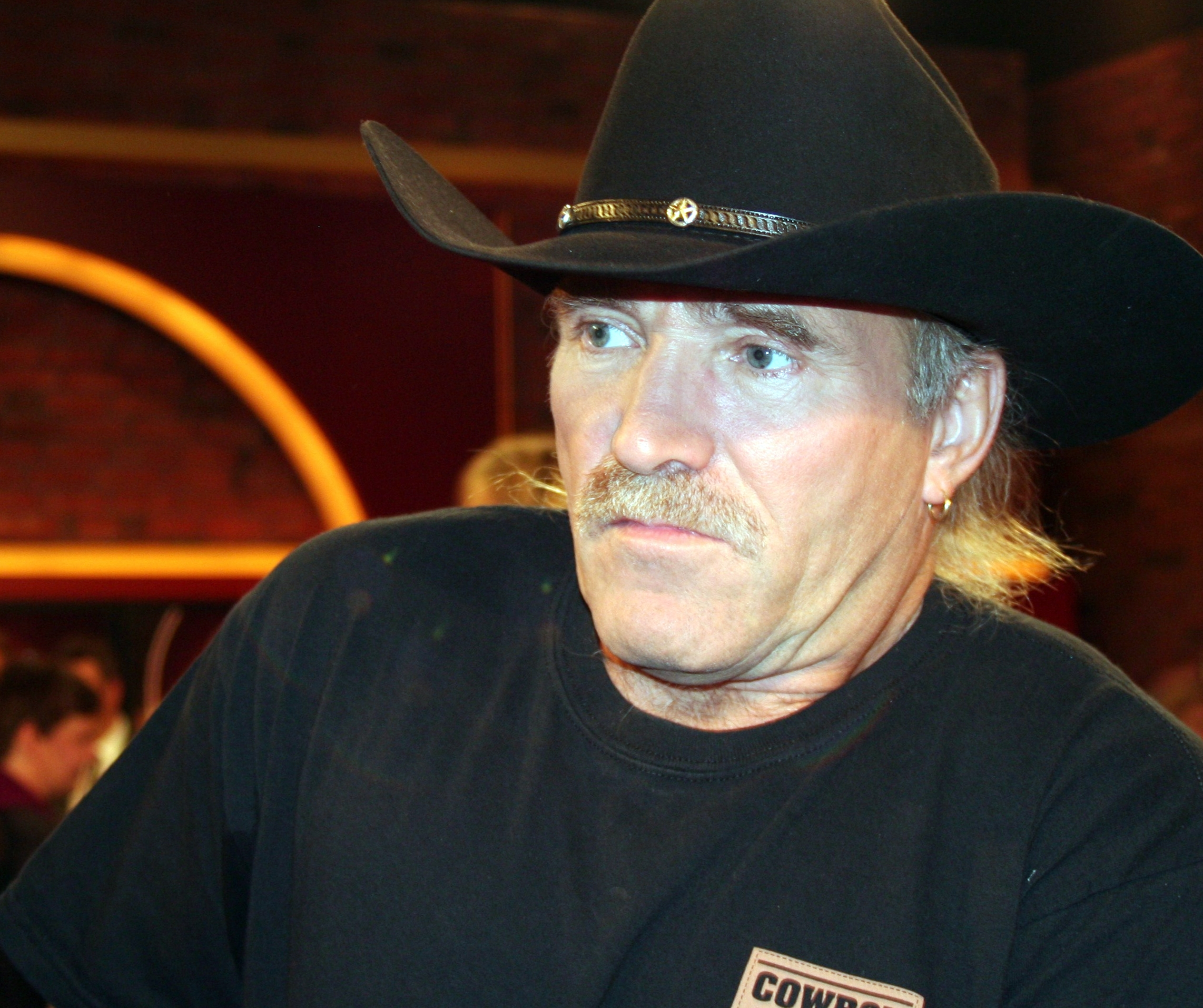
Konny Reimann

In der neuen Heimat angekommen, folgen Szenen der ersten dort verbrachten Nacht. In den weiteren zwei bis drei Wochen wird die Familie dann zu den Behördengängen, dem Haus- oder Autokauf, dem ersten Schultag der Kinder oder auch zu alltäglichen Situationen, wie beim Einkauf im Supermarkt, begleitet.
Die Familie bekommt nach circa einem Monat erneuten Besuch durch die Reporter.
Langfristige Begleitung
Manche Familien werden über Jahre vom Fernsehsender begleitet, manche sind jedoch nur ein halbes Jahr lang zu sehen. So wurde zum Beispiel über Familie Konny Reimann, Fabio und Jörg Klein, Bianca Bebensee, Jennifer Matthias und Jens Büchner aus Cala Millor, Pierre und Anta Höveler mit ihren Kindern aus Granada, Chris Töpperwien, Krümel, Jannine Weigel und ihre Familie oder Daniela Katzenberger über einen längeren Zeitraum berichtet.

## Ausstrahlung und Einschaltquoten
Die Sendung konnte zur Premierenfolge am 15. August 2006 nur enttäuschende Einschaltquoten vorweisen: 21:10 Uhr verfolgten 0,58 Millionen Zuschauer die erste Folge (4,6 Prozent Marktanteil), insgesamt 1,11 Millionen Zuschauer (3,7 Prozent Marktanteil). Am 19. September 2006 sahen 1,68 Millionen Zuschauer bei 5,6 Prozent Marktanteil zu, in der werberelevanten Zielgruppe waren es 1,15 Millionen Zuschauer (8,8 Prozent Marktanteil).
Nachdem die erste Staffel trotz eines schlechten Starts kontinuierlich bessere Einschaltquoten vorweisen konnte, wurde die Sendung um eine zweite Staffel, bestehend aus zwölf Folgen, verlängert. Die Ausstrahlung erfolgte ab dem 23. Januar 2007 weiterhin dienstags 21:10 Uhr. Ab dem 17. Juli 2007 verdoppelte VOX die Sendezeit von Goodbye Deutschland! Die Auswanderer, Sendungsbeginn war dann bereits ab 20:15 Uhr. Die Folge vom 27. November 2007 erreichte 8,2 Prozent Marktanteil.

## Sonstiges
Einige der Akteure, wie Konny Reimann, Jens Büchner, Daniela Katzenberger, Oksana Kolenitchenko und Jannine Weigel sind auch über die Sendung hinaus populär geworden. Über Reimann wird seit 2013 in der Spin-off-Sendung Die Reimanns – ein außergewöhnliches Leben (RTL II) ausführlich weiter berichtet, über Katzenberger unter anderem von 2010 bis 2013 in Daniela Katzenberger – natürlich blond und seit 2015 in Daniela Katzenberger. Jens Büchner verzeichnete Erfolge als Schlagersänger und war in diversen RTL-Shows wie Ich bin ein Star – Holt mich hier raus! zu sehen. Oksana Kolenitchenko bekam 2022 ihren eigenen Ableger Goodbye Deutschland! Oksanas Welt. Jannine Weigel wurde in Thailand zu einem bekannten Popstar.
Nach einer Meldung der Zeitung Die Welt vom 28. März 2013 nahm bei einer der Auswandererfamilien aus Rheinland-Pfalz das Schicksal eine dramatische Wendung, als der Sohn in der neugewählten Heimat USA mit dem Flugzeug abstürzte.
Anlässlich des 15-jährigen Jubiläums 2021 wurde auf RTL+ ein Podcast zur Sendung mit Emmanuel Zimmermann veröffentlicht.

## Spin-Off
Am 11. März 2022 startete die erste Staffel des Spin-Offs Goodbye Deutschland! Die größten Abenteuer der Welt auf dem Freitag-Sendeplatz. Ein weiteres Spin-Off startete am 22. April 2022, in 3 Folgen mit Goodbye Deutschland! Liebe bis ans Ende der Welt, auf dem 20:15 Sendeplatz am Freitag, wo Protagonisten für ihre Liebe, aus Deutschland ins Ausland auswanderten.

## Auszeichnungen
- Nominierung für den Deutschen Fernsehpreis 2011 in der Kategorie Beste Unterhaltung Doku.[12]